# Who's Your Friend?
Who's Your Friend? è un cortometraggio muto del 1916 diretto da Frank Wilson.

## Trama
Un tizio, rovinato dal gioco, presenta l'ufficiale giudiziario come se fosse un vecchio amico di scuola.

## Produzione
Il film fu prodotto dalla Hepworth.

## Distribuzione
Distribuito dalla Hepworth, il film - un cortometraggio in una bobina - uscì nelle sale cinematografiche britanniche nel marzo 1916.
Fu distrutto nel 1924 dallo stesso produttore, Cecil M. Hepworth. Fallito, in gravissime difficoltà finanziarie, Hepworth pensò in questo modo di poter almeno recuperare il nitrato d'argento della pellicola.